# Lampsilis siliquoidea
Lampsilis siliquoidea е вид мида от семейство Unionidae. Видът не е застрашен от изчезване.

## Разпространение и местообитание
Разпространен е в Канада (Албърта, Британска Колумбия, Квебек, Манитоба, Нунавут, Онтарио, Саскачеван и Северозападни територии) и САЩ (Айова, Арканзас, Западна Вирджиния, Илинойс, Индиана, Канзас, Кентъки, Колорадо, Луизиана, Минесота, Мисисипи, Мисури, Мичиган, Монтана, Небраска, Ню Йорк, Оклахома, Охайо, Пенсилвания, Северна Дакота, Тенеси, Уайоминг, Уисконсин и Южна Дакота).
Обитава пясъчните дъна на сладководни басейни, реки и потоци.

## Описание
Популацията на вида е стабилна.